# Амратська культура
Амратська культура (від назви містечка Ель-Амра, де були розкопки), (також Накада I) — комплекс археологічних пам'яток сільськогосподарської культури енеоліту додинастичного періоду Стародавнього Верхнього Єгипту. Дослідники датують поховання цієї культури кінцем п'ятого, початком IV тисячоліття до н. е  (4000 — 3500 роки до н. е.). Прийшла на зміну Бадарійській культурі.

## Артефакти
Основні засоби праці і зброя виготовлялись, як правило, з каменю, дерева і кісток, мідні предмети рідко зустрічаються в похованнях. Основою господарства було землеробство (мотика, без плугу) і скотарство. Широко використовувалось полювання. В могильниках і поселеннях амратської культури знайдені кістки, глиняні фігурки великої і малої рогатої худоби, риболовні гачки, гарпуни і кременеві наконечники стріл. Високого рівня досягло гончарство. Керамічний посуд амратської культури відрізняється червоною блискучою поверхнею, часто на ній білою фарбою наносився орнамент. Ця культура була поширена по всьому Верхньому і Середньому Єгипті і доходила до Нубії. Попередницею амратської культури дослідники вважають Бадарійську культуру. На зміну амратській культурі у Верхньому Єгипті прийшла Герзейська культура. Суспільний лад амратської культури можна охарактеризувати як перехідний етап від пізньої стадії первіснообщинного ладу до рабовласницького.

## Галерея

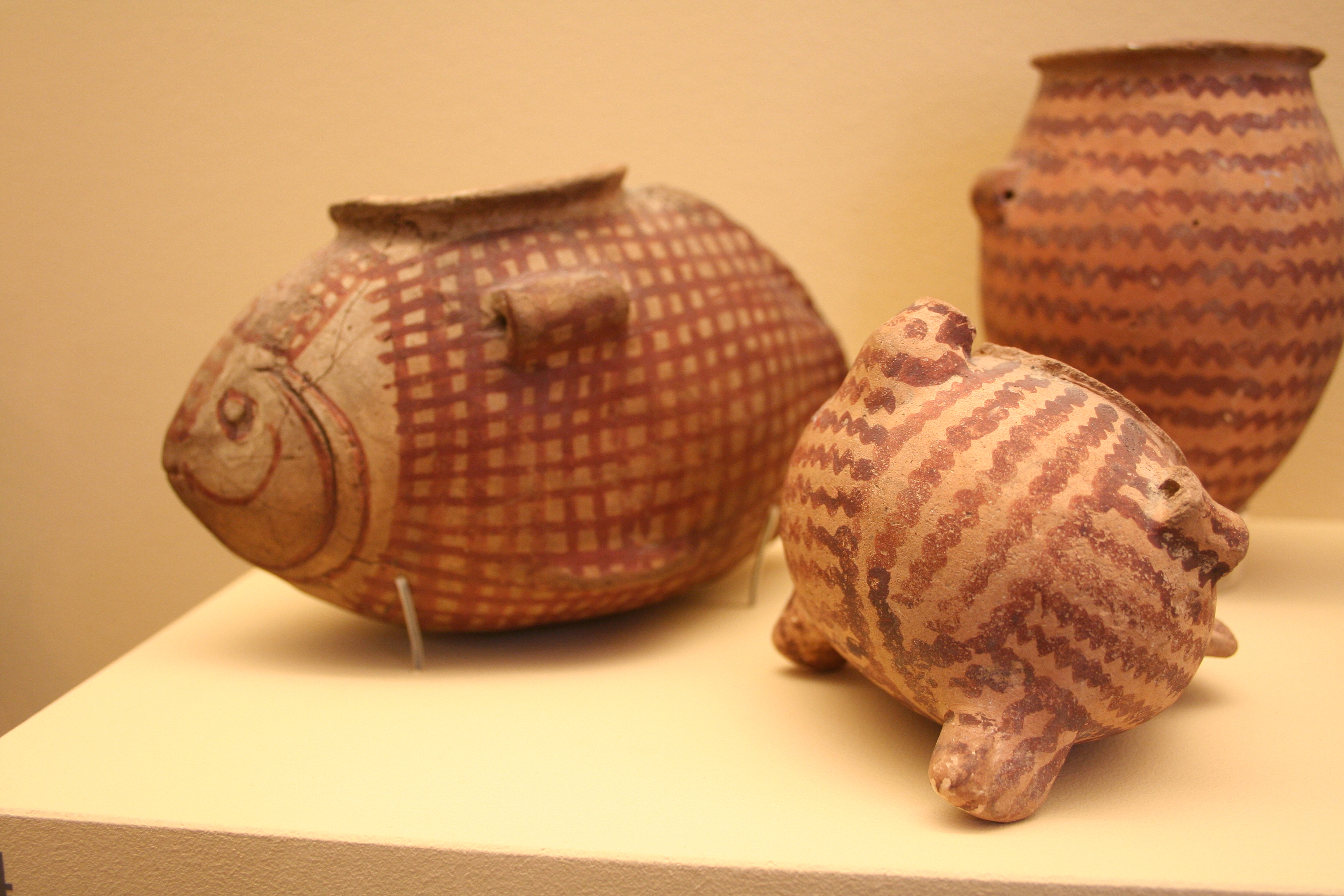
Керамічний посуд
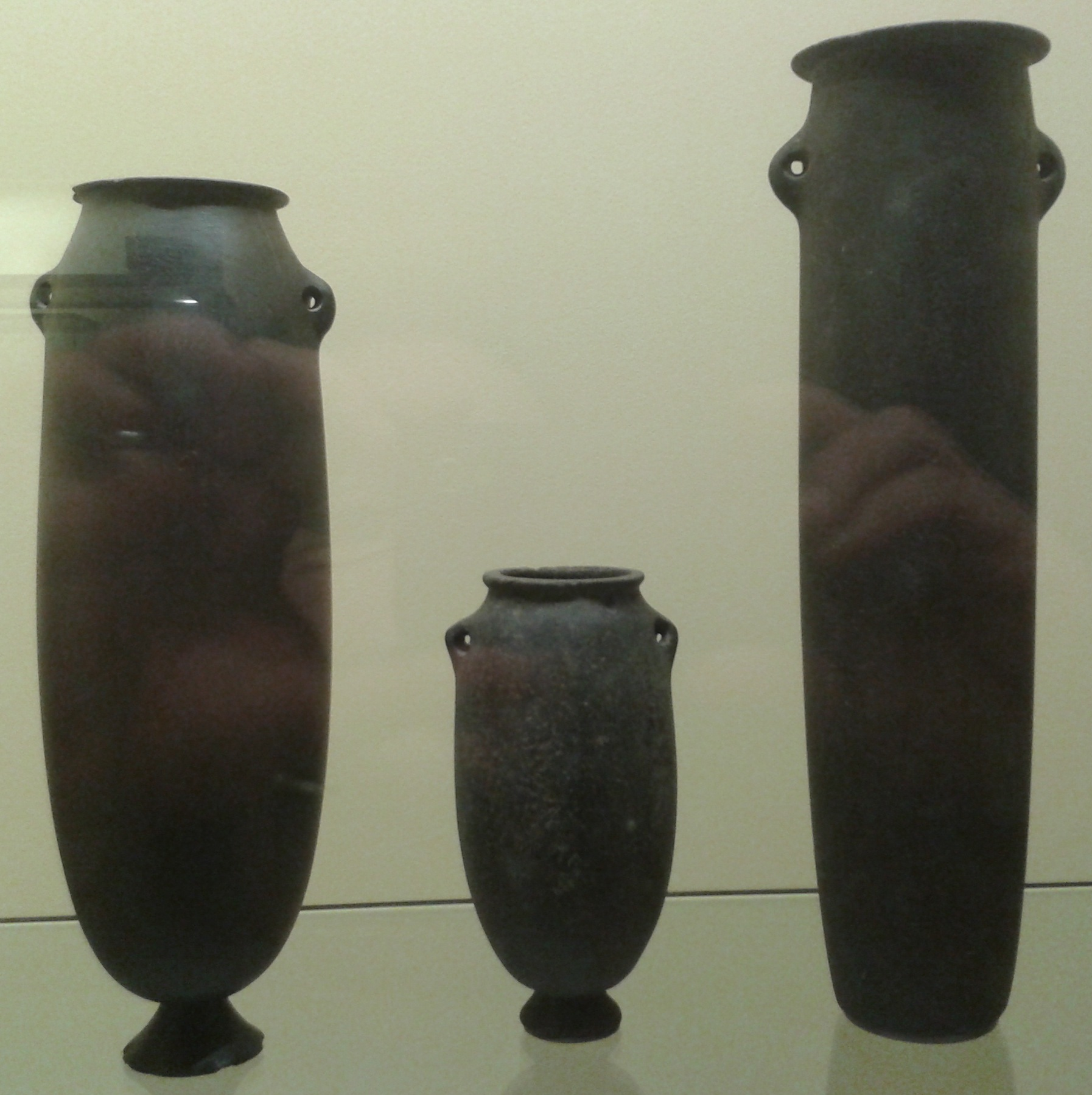
Базальтові сосуди, Лувр
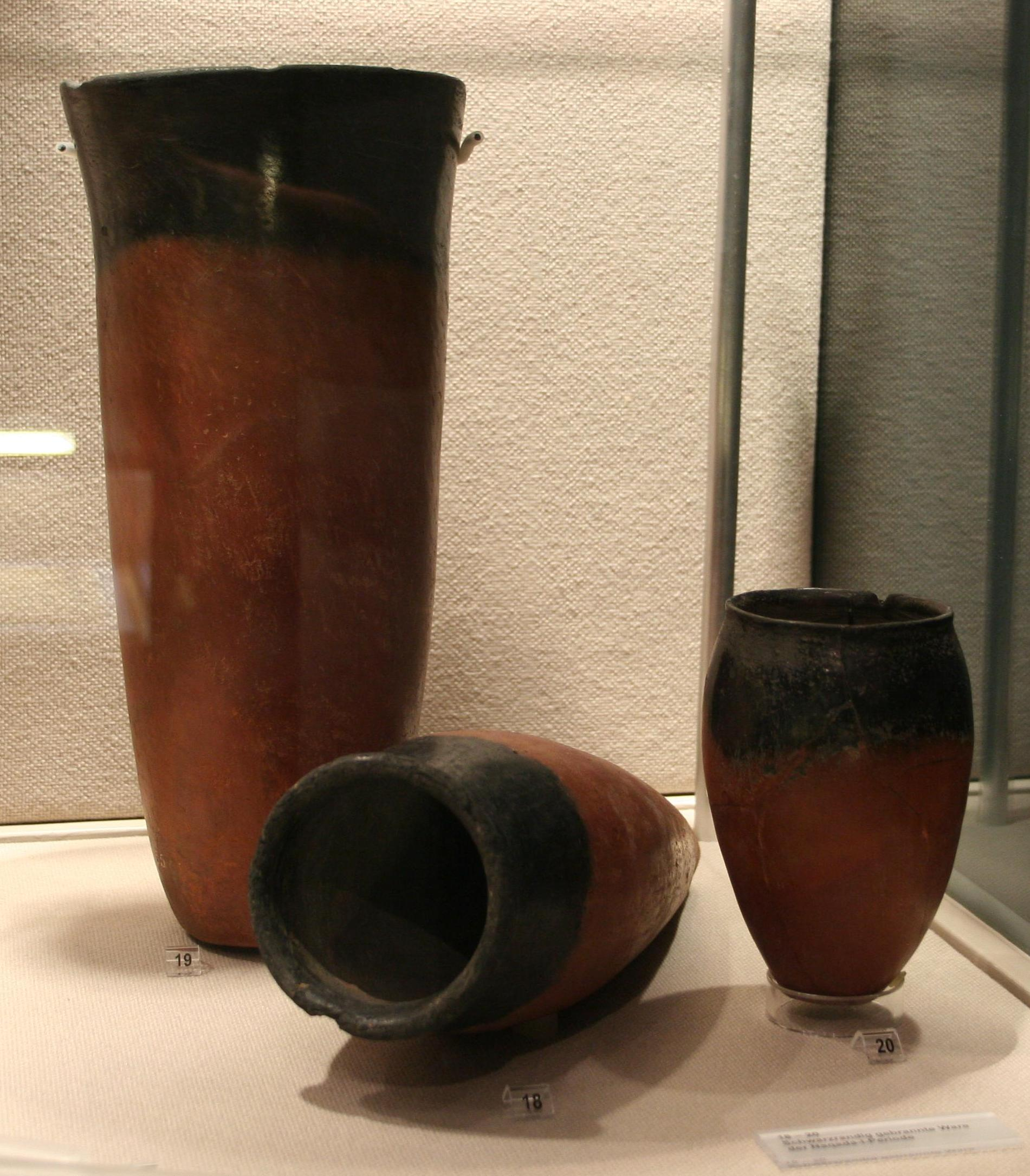
Теракотові вази
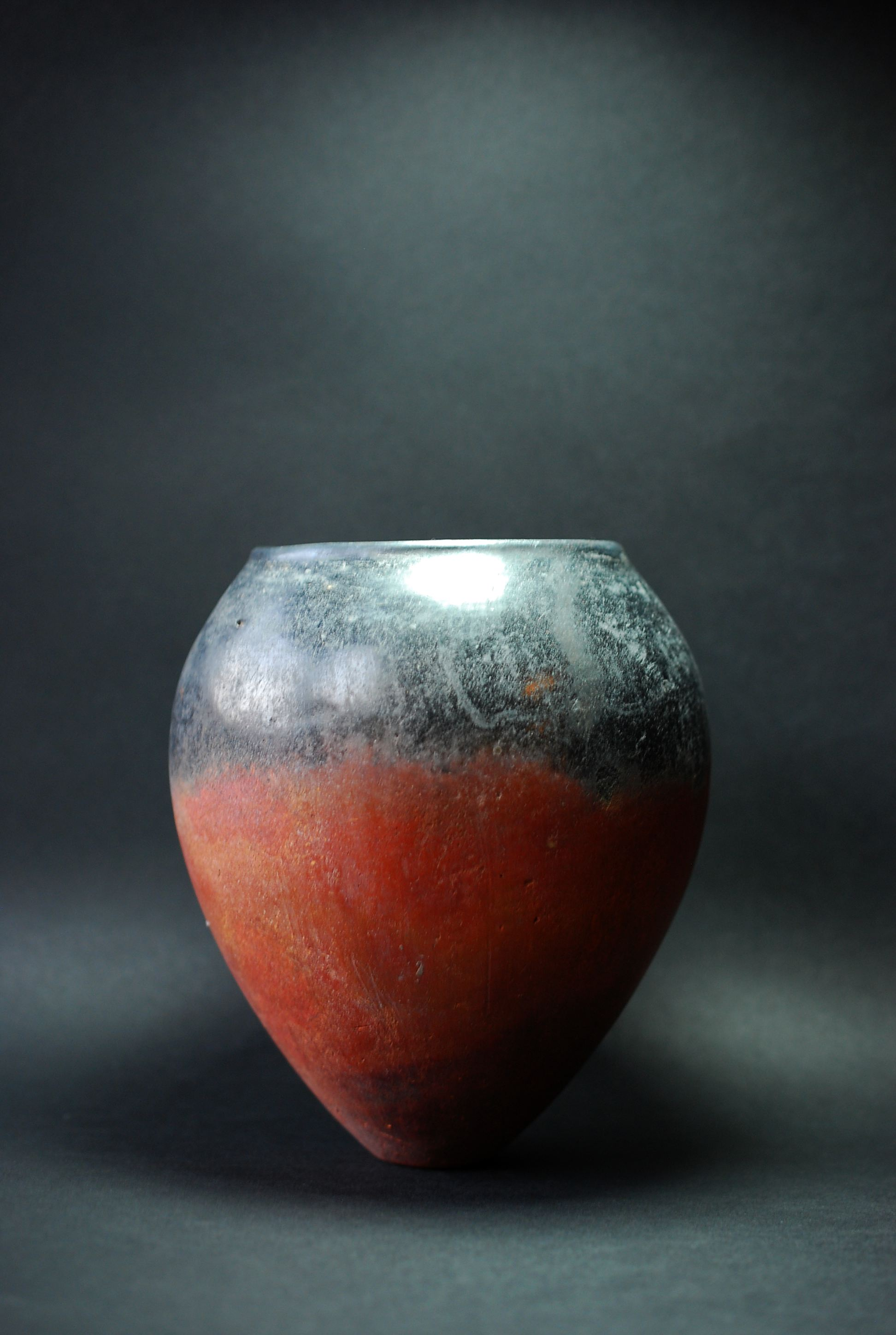
Теракотова ваза з чорною вершиною, бл. 3800-3500 до н. е.
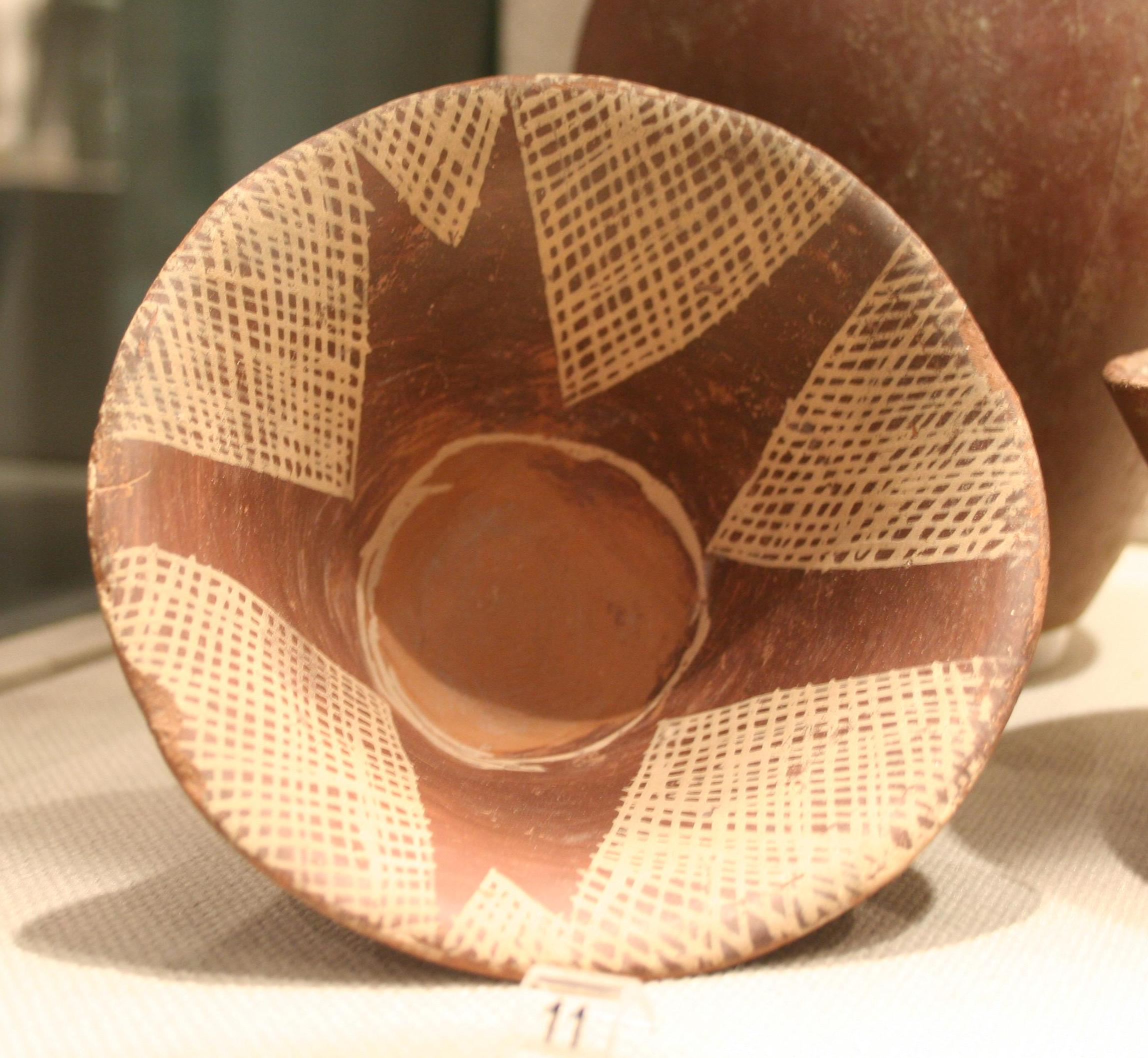
Посуд
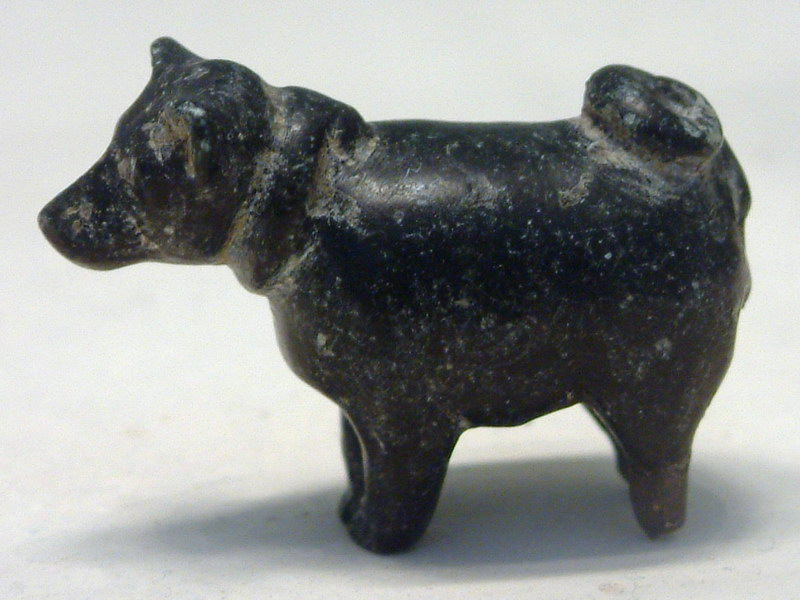
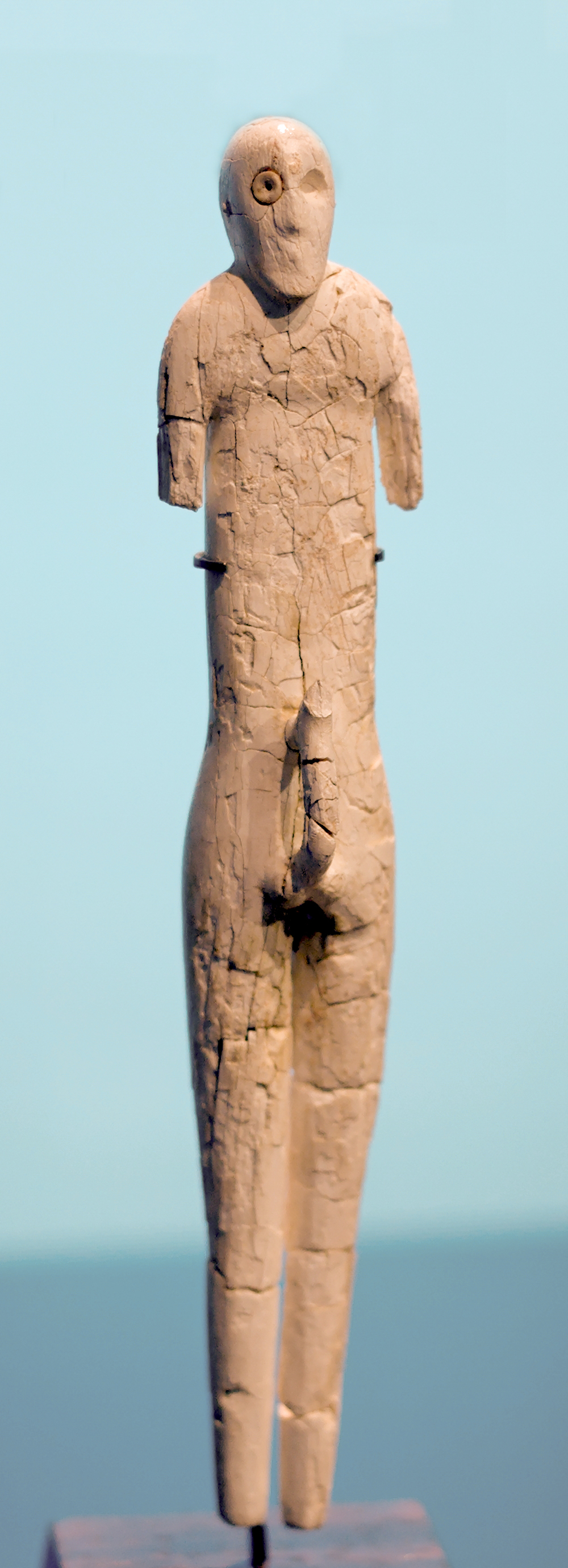
Скульптура
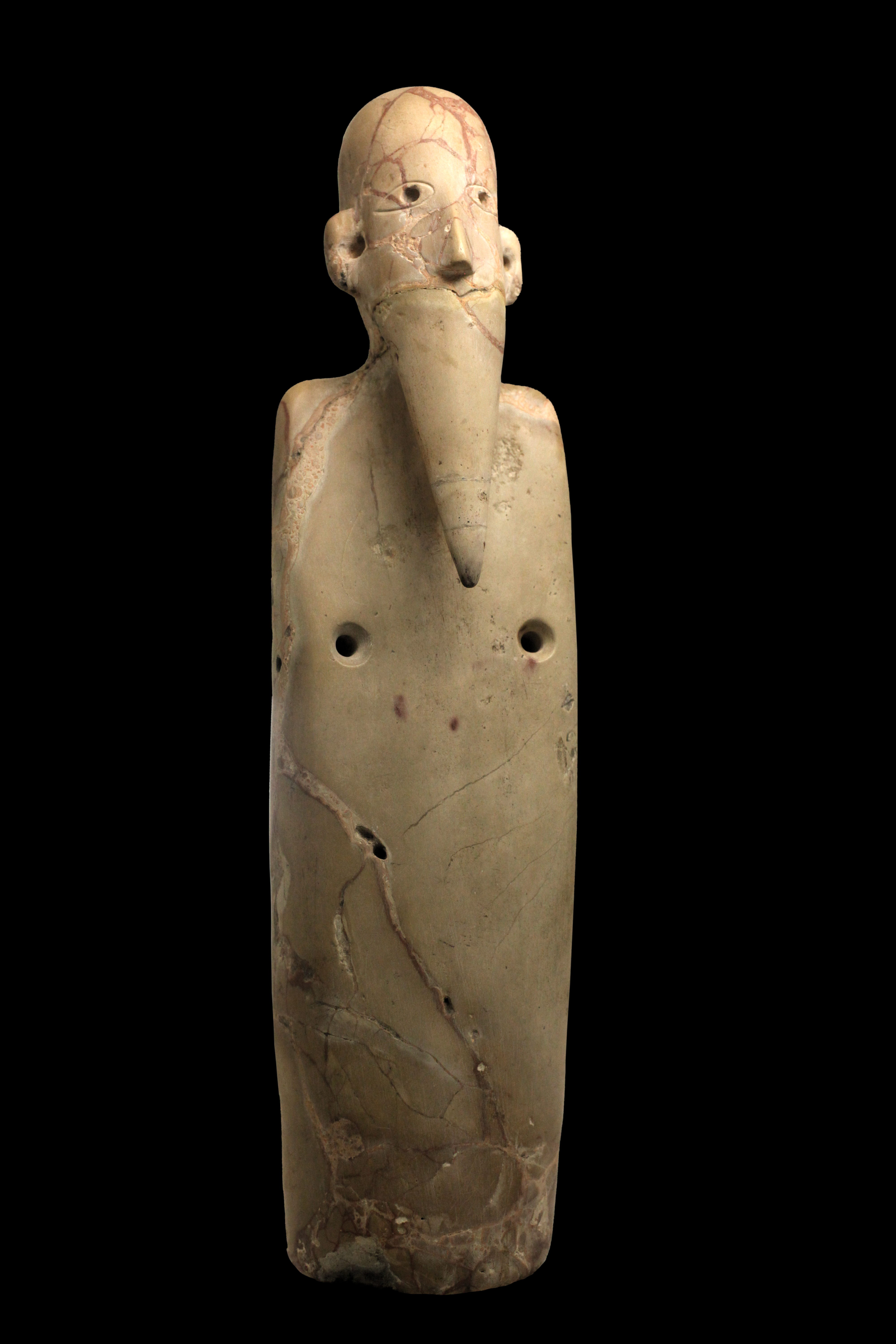
Чоловік з бородою
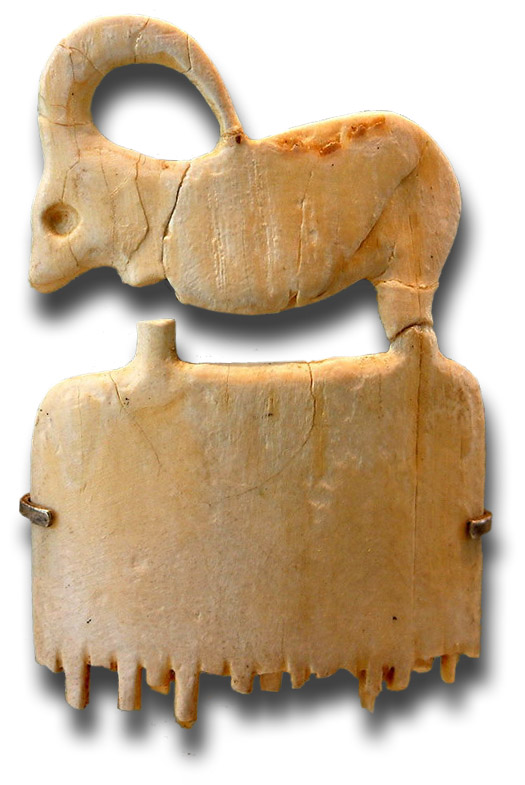
Гребінь, Лувр
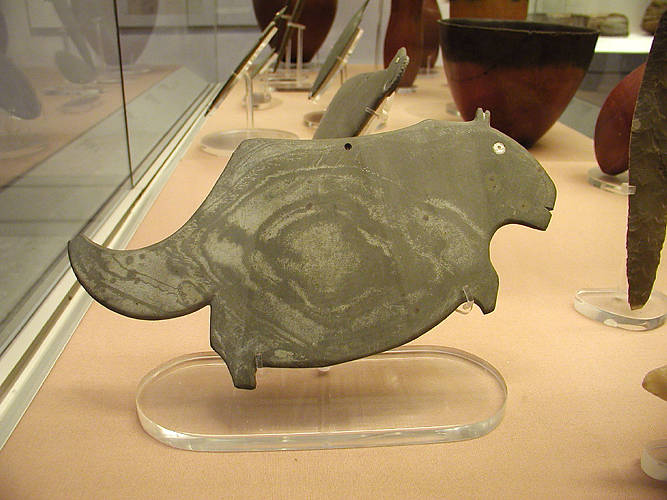
Палетка для косметики у формі гіпопотама
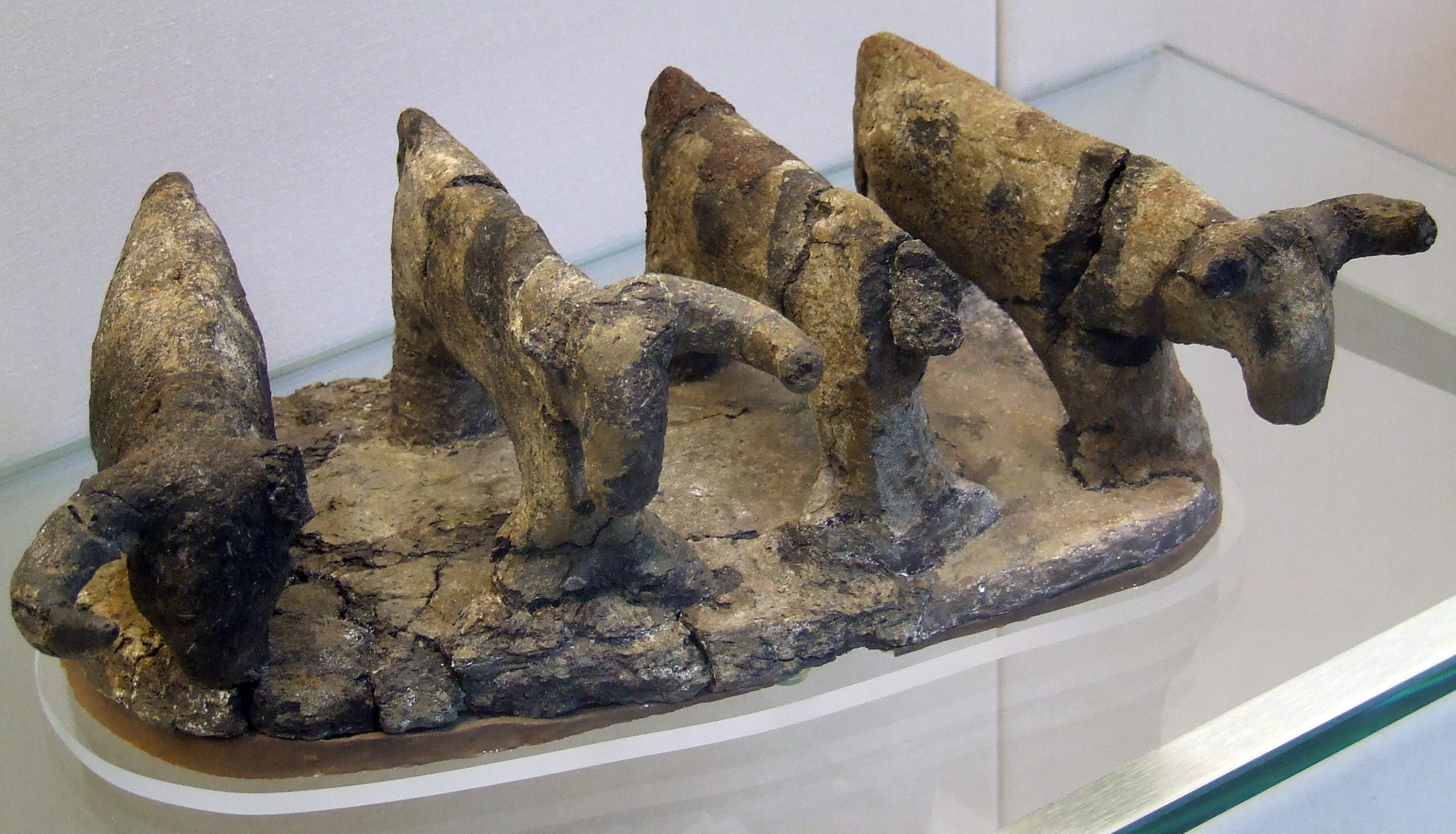
Глиняна модель чотирьох худобин, бл. 3500 до н. е.
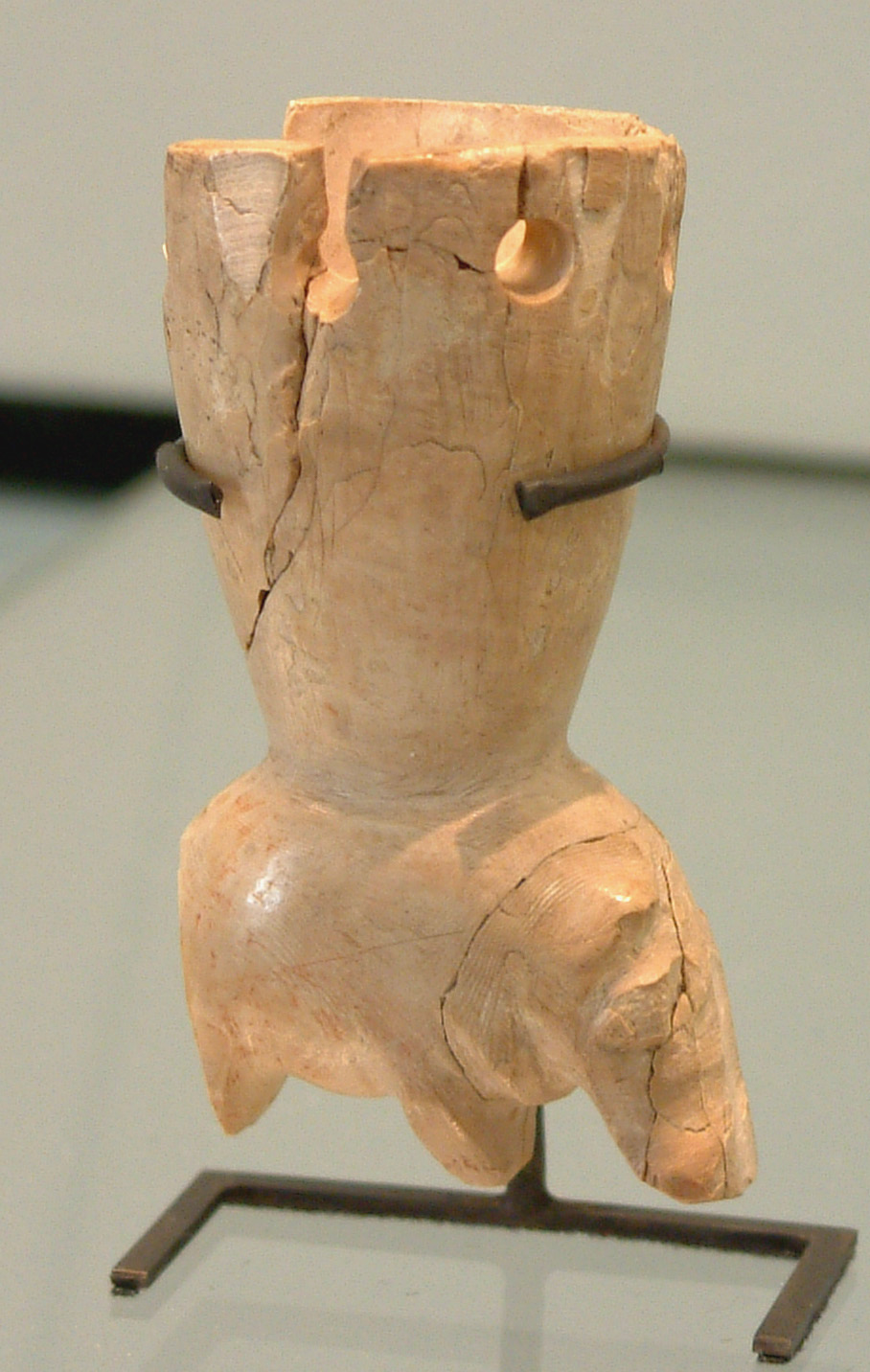
Гіпопотам, Лувр
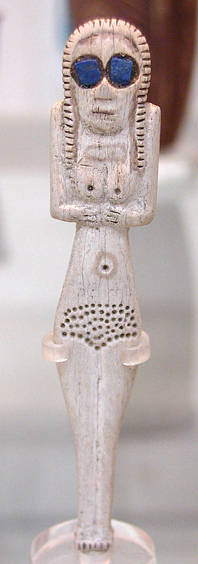
Жіноча фігурка